# Atom Egoyan

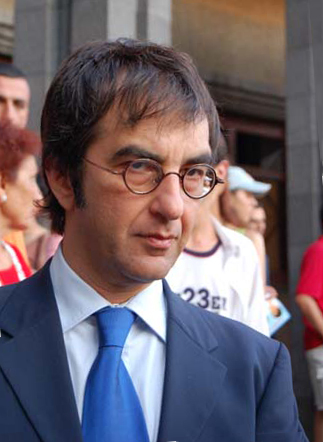
Atom Egoyan bei dem dritten Filmfestival „Goldene Aprikose“ 2006 in Jerewan, dessen Präsident er ist.

Atom Egoyan, CC (armenisch Ատոմ Էգոյան / Atom Egojan; * 19. Juli 1960 in Kairo, Ägypten) ist ein kanadisch-armenischer Regisseur.

## Leben und Werk
Atom Egoyan wurde in Kairo als ältestes Kind armenischer Eltern geboren, die seinen Vornamen aus Anlass des Baus des ersten ägyptischen Atomreaktors wählten. Seine Eltern waren ausgebildete Kunstmaler, die von einem Möbelgeschäft lebten. Seine Schwester Eve Egoyan ist heute eine klassische Pianistin, mit Wohnsitz in Toronto. Die Familie ging 1963 nach Victoria, British Columbia, Kanada, wo er dreisprachig aufwuchs.
Mit 18 Jahren zog er nach Toronto, um dort Politikwissenschaft und klassische Gitarre zu studieren. Er graduierte am Trinity College der University of Toronto. Wesentliche Einflüsse waren der Dramatiker Harold Pinter und der Schriftsteller Samuel Beckett.  Er hat einen Sohn namens Arshile, ist mit der Schauspielerin und Politologin Arsinée Khanjian verheiratet und lebt in Toronto.
1984 wurde Die nächsten Angehörigen beim Internationalen Filmfestival Mannheim-Heidelberg ausgezeichnet. Familienbilder kam international zu einiger Beachtung durch das Zutun von Wim Wenders, der 1987 beim Montreal Festival of New Cinema den Preis der Jury für Himmel über Berlin zurückwies, mit der Bitte, ihn Egoyan zu überreichen. Nach Familienbilder führte Egoyan Regie für das Fernsehen bei Friday the 13th (Cupid’s Quiver, 1987), bei Alfred Hitchcock Presents (The Final Twist, 1987 und There Was a Little Girl…, 1988) und The Twilight Zone (The Wall, 1989). Exotica stellt seinen Durchbruch dar und ist zugleich eine neue künstlerische Ausrichtung seiner Arbeit, für die er den Grand Prix der Union de la critique de cinéma erhielt. Das süße Jenseits von 1997 gilt als sein bestes Werk. Der geglückte Ararat des Autorenfilmers Egoyan, der den Völkermord an den Armeniern thematisiert, lief in Deutschland 2004 mit nur fünf Kopien an. Das vergleichsweise geradlinige Whodunit Wahre Lügen wurde von der Kritik gemischt aufgenommen.
Dem WDR zufolge hat sich Egoyan auch als Videokünstler und Opernregisseur einen Namen gemacht. So inszenierte er 2004 in Kanada Wagners Die Walküre des Ring-Zyklus oder auch Salome in Houston und Vancouver. Neben verschiedenen Arbeiten für das Fernsehen wirkte er auch an Kunstinstallationen mit und ist verlegerisch und journalistisch tätig. 2003 war er Jurypräsident der Berlinale.
Heute gilt er als einer der bekanntesten und renommiertesten Regisseure Kanadas. So wurde er 1998 für Das süße Jenseits mit zwei Oscar-Nominierungen für Regie und Drehbuch gewürdigt. 1988 wurde er bei den Internationalen Filmfestspielen in Berlin prämiert. Durch den Film Traumrollen (1989) wurde er zu den Internationalen Filmfestspielen nach Cannes eingeladen. Zwei Jahre später gelang Egoyan der internationale Durchbruch mit dem Film Der Schätzer (1991). Er konnte 1994 und 1997 vier Auszeichnungen beim Cannes Film Festival gewinnen. Er erhielt viermal beim Toronto International Film Festival den Preis für den besten kanadischen Film, 1998 einen Independent Spirit Award und wurde 1989 und 1998 für Gemini Awards nominiert. Er bekam unter anderem auch acht Genie Awards, den bisher letzten im Jahr 2006. Die IMDb zählt mit Stand vom 10. März 2008 41 persönliche Filmpreise und weitere 34 Nominierungen, was ihn zu einem „Kritikerliebling“ macht.
Das mehrfach preisgekrönte Drama Das süße Jenseits steht im Filmkanon der Bundeszentrale für politische Bildung. In Deutschland waren Der Schätzer, Felicia, mein Engel und Das süße Jenseits „Film des Monats“ der Jury der Evangelischen Filmarbeit.
1997 wurde ihm von der französischen Regierung der Orden Ordre des Arts et des Lettres als Chevalier verliehen. Seit 1999 ist er Officer of the Order of Canada (OC). Vom Trinity College der University of Toronto hat er einen Ehrendoktor der Rechte. 2002 wurde ihm die Ehrenbürgerschaft der Stadt Jerewan verliehen. Von 2006 an unterrichtete er drei Jahre lang an der University of Toronto.
Egoyan setzte unter anderem David Hemblen, Don McKellar, Elias Koteas, Mia Kirshner, Bruce Greenwood, Sarah Polley, Ian Holm, Elaine Cassidy, Bob Hoskins, Michael Mcmanus, John Hurt, Charles Aznavour und Christopher Plummer in Szene, und regelmäßig seine Ehefrau Arsinée Khanjian. Mychael Danna wurde als Komponist an seiner Seite bekannt. In fast allen Filmen bediente Paul Sarossy die Kamera und in elf gemeinsamen Filmen arbeitete er mit der Filmeditorin Susan Shipton zusammen.

## Themen und Ästhetik
Beachtung verdient seine Behandlung der Konklusion bzw. Synthese, wo nicht jedem Zuschauer ein kathartisches Moment angeboten wird, und erzählerisch, nicht aber psychologisch/emotionell aufgeräumt (oder ohnehin unlösbare Situationen behandelt sind).
In Calendar spielen er und seine Frau die Hauptrollen, unter den Rollennamen Atom und Arsinée. Später filmte er auch eine Kurzdokumentation über seinen Sohn und ein eigenes Reisetagebuch.
Egoyan wird manchmal als Kosmopolit gesehen, wie auch das kanadische Kino ein multikulturelles ist. Er bezeichnet sich als christlich-religiös, wenn er auch keiner Gemeinde angehöre. Egoyan sei nicht ausgesprochen politisch erzogen worden, wie er selbst sagt. Ararat wurde eine seiner persönlichsten Arbeiten: „Ich glaube, es ist kein Zufall, dass Künstler erst in ihrer zweiten Lebenshälfte sich solchen Themen stellen“ (Atom Egoyan). Große Teile des Stabes waren armenischer Abstammung.
Von seinen avantgardistischen Filmen hört man oft als Puzzlespiel oder Vexierspiel aufgrund ihrer „konstruiert-verschachtelten Erzähltechnik“. Beachtung verdient seine Behandlung der Konklusion bzw. Synthese, wo nicht jedem Zuschauer ein kathartisches Moment angeboten wird, und erzählerisch, nicht aber psychologisch/emotionell aufgeräumt (oder ohnehin unlösbare Situationen behandelt sind). In Exotica deutet sich erstmals ein „vorsichtiger Optimismus“ an.
Tobias Lehmann sieht in einer Rezension sein Leitthema als das des Verlustes. In seiner Thesis „‘Look But Don’t Touch’: Synthesizing Strategies of Denial in the Later Films of Atom Egoyan, 1994–2002“ von 2005 untersucht Brian Allen Santana das filmische Arbeiten Egoyans ab einschließlich Exotica im Licht der individuellen oder kollektiven Verleugnung/Zurückweisung („Denial“). Where The Truth Lies behandelt Kritiker Michael Ranze zufolge unter anderem die Subjektivität der Wahrheit, unerfüllbare Sehnsüchte, gipfelnd sogar in Traumata. So sind auch Realitätsempfinden und buchstäblich Wunschvorstellungen dargestellt. Egoyans Protagonisten weisen in seinen Filmen, wie Egoyan selbst im wahren Leben auch, Probleme mit ihrer personalen Identität auf.
Christiane Peitz erklärte 1998 in der Zeit, dass Egoyan sieben Spielfilme von nichts anderem handeln: von Entfremdung und Anpassung, vom Verlust geliebter Menschen, von der Sprachlosigkeit, der Suche nach Identität und Familie, von Trauer und Trost. Egoyans eigene Webseite spricht Nähe, Exil und den Einfluss der Technologie und der Medien auf das moderne Leben an. Der Technikkommentar („Video als Art der Erinnerung“) der frühen Filme macht seit Exotica dem Innerfamiliären Platz. Monique Tschofen findet in einem kurzen Aufsatz auch Vielsprachigkeit und Übersetzung als solche behandelt.
Ohne Erotik ist kaum einer der Filme zu denken, trotzdem erscheint Egoyan manchem „steril und kalt“ (Matthias Kraus). Sexualität wird gezeigt als Voyeurismus, Homosexualität, Inzest oder Fetischismus.
Über das Gesamtwerk beeindruckt vor allem seine Schauspielerführung.
Als Lieblingsfilme nominierte er selbst für das Time Out auf den vorderen Plätzen Vertigo, Letztes Jahr in Marienbad und India Song (R: Marguerite Duras), als Schauspieler Faye Dunaway und Dustin Hoffman.

„Es ist einfacher, die eher theoretischen Aspekte meines Werks zu diskutieren, denn auf einer emotionellen Ebene sind die Fragen fast peinlich einfach … Warum brauchen wir die anderen? Wie brauchen wir die anderen? Was müssen wir tun, um Liebe zu erringen? Was können wir aufrichtig von uns selbst geben, wenn wir nicht wissen, wer wir wirklich sind?“

„Kurz und gut: Atom Egoyan ist ein Autorenfilmer par excellence, ein skeptischer Humanist und verspielter Intellektueller, der beharrlich an seinem filmischen Universum strickt.“

## Filmografie (Auswahl)
B= Drehbuch, D= Darsteller, M= Musik, P= Produktion, R= Regie, S= Schnitt

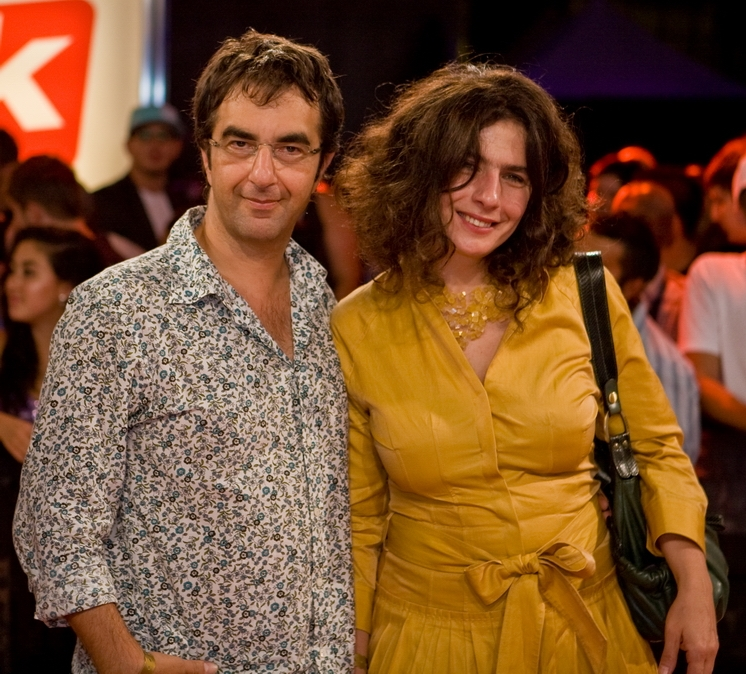
Atom Egoyan und Arsinée Khanjian 2008

- 1984: Die nächsten Angehörigen (Next of Kin) – (B, M, P, R, S)
- 1987: Familienbilder (Family Viewing) – (B, P, R, S)
- 1989: Traumrollen (Speaking Parts) – (B, P, R)
- 1991: Der Schätzer (The Adjuster) – (B, P, R)
- 1993: Kalender (Calendar) – (B, D, P, R, S)
- 1994: Exotica – (B, P, R)
- 1997: Das süße Jenseits (The Sweet Hereafter) – (B, P, R), nach Russell Banks
- 1999: Felicia, mein Engel (Felicia’s Journey) – (B, R), nach William Trevor
- 2000: Krapp’s Last Tape – (R), nach Samuel Beckett
- 2002: Ararat – (B, P, R)
- 2005: Wahre Lügen (Where The Truth Lies) – (B, R), nach Rupert Holmes
- 2006: An ihrer Seite (Away From Her) – (P)
- 2008: Simons Geheimnis (Adoration) – (B, R)
- 2009: Chloe – (R)
- 2010: Barney’s Version – (D)
- 2013: Devil’s Knot – Im Schatten der Wahrheit (Devil’s Knot) – (R)
- 2014: The Captive – (B, P, R)
- 2015: Remember – (R)
- 2019: Der Ehrengast (Guest of Honour) – (B, P, R)
- 2023: Seven Veils (P; P, R)

## Dokumentationen
- The Directors – TV, Staffel 2, Episode 24: The Films of Atom Egoyan. (1999)
- Formulas for Seduction: The Cinema of Atom Egoyan. (1999, Regie: Eileen Anipare, Jason Wood)
- A Road to Elsewhere. (1999, Regie: Robert Cohen, Shari Cohen)
- Atom-Strukturen. Die Filmwelt des Atom Egoyan. ZDF/ARTE, 67 min. (1994, Regie: Alexander Bohr)